# Dołhobyczów (Lublin)
Pour les articles homonymes, voir Dołhobyczów.
Dołhobyczów (prononciation : [dɔu̯xɔˈbɨt͡ʂuf]) est un village polonais de la gmina de Dołhobyczów dans le powiat de Hrubieszów de la voïvodie de Lublin dans l'est de la Pologne.
Le village est le siège administratif (chef-lieu) de la gmina appelée gmina de Dołhobyczów .
Il se situe à environ 28 kilomètres au sud-est de Hrubieszów (siège du powiat) et 127 kilomètres au sud-est de Lublin (capitale de la voïvodie).
Le village comptait approximativement une population de 1 491 habitants en 2008.

## Histoire
De 1975 à 1998, le village est attaché administrativement à la voïvodie de Zamość.

Depuis 1999, il fait partie de la voïvodie de Lublin.